# Antigifcentrum (België)
Het Belgische Antigifcentrum is een koninklijke stichting van openbaar nut die fungeert als nationaal vergiftigingencentrum. Daartoe beschikt het Antigifcentrum over een team van artsen en apothekers die dag en nacht via het gratis noodnummer 070 245 245 dringend telefonisch advies geven bij vergiftigingen (intoxicaties) aan zowel het publiek als gezondheidswerkers. Het Antigifcentrum heeft daarnaast nog enkele andere functies binnen het domein van de toxicologie. Het heeft een jaarlijks budget van ongeveer 2,73 miljoen euro en beschikte anno 2017 over 27 werknemers (24,8 vte). Het grootste deel van zijn budget is afkomstig van een overheidssubsidie, die jaarlijks door de federale minister van Volksgezondheid wordt vastgesteld en door de Nationale Loterij wordt uitbetaald.

## Geschiedenis
Het Antigifcentrum werd in 1963 opgericht door dr. Monique Govaerts, na haar positieve ervaringen met de antigifcentra in Boston, New York en Los Angeles tijdens haar studies. Het begon als een privaat initiatief zonder enige overheidsfinanciering, maar genoot wel steun van onder andere het Rode Kruis, het Nationaal Werk voor Kinderwelzijn, chemische bedrijven en de wetenschappelijke wereld. Het Antigifcentrum vond zijn eerste onderkomen in lokalen aan de Vleurgatsesteenweg in Elsene. Op 25 februari 1964 ontving het zijn eerste oproep. Dr. Govaerts sloot ook een akkoord met de Federatie der Chemische Nijverheid van België om hun formules aan het Antigifcentrum toe te vertrouwen, hoewel toen nog niet wettelijk verplicht.
Vier jaar na zijn oprichting werd het Antigifcentrum een instelling van openbaar nut en kreeg het zijn eerste subsidies van het toenmalige ministerie van Volksgezondheid en van het Gezin. In 1968 verhuisde het Antigifcentrum ook naar een nieuwe locatie in de Joseph Stallaertstraat in Elsene. De activiteiten van het Antigifcentrum nemen gestaag toe en in 1984 ontving het zijn 300.000ste oproep. Vijf jaar later ontving het zijn 500.000ste oproep. In 1996 verhuisde het Antigifcentrum van de Joseph Stallaertstraat naar zijn huidige locatie in het Militair Hospitaal Koningin Astrid in Neder-Over-Heembeek (Brussel). Dr. Govaerts overleed in 1999, maar niettemin werd haar werk verdergezet. In 2004 werd de kaap van een miljoen oproepen overschreden. In 2013 vierde het Antigifcentrum zijn vijftigste verjaardag, waarbij het het predicaat "koninklijke" verkreeg. In 2018 bereikte het Antigifcentrum de kaap van twee miljoen oproepen.

## Opdrachten

### Dringend advies geven
De hoofdopdracht van het Antigifcentrum is en blijft het telefonisch beantwoorden van allerlei dringende (en niet-dringende) vragen om advies over vergiftiging. Bij een dringende oproep heeft het Antigifcentrum enkele gegevens over de vergiftiging nodig om de ernst te kunnen inschatten, zoals de naam van het betrokken product, de hoeveelheid van de blootstelling, de leeftijd van het slachtoffer, eventuele symptomen, ... . Het Antigifcentrum geeft dan informatie over de ernst van de vergiftiging en de te nemen eerste hulpmaatregelen, de eventuele nood aan medische zorg of hospitalisatie of advies over de relevante diagnostiek of therapie (aan gezondheidswerkers). De betrokken producten waarover het Antigifcentrum advies verleent, kunnen variëren van schoonmaakmiddelen tot bestrijdingsmiddelen, geneesmiddelen, alcohol, drugs, cosmetica, contact met giftige planten of beten van giftige dieren. Wanneer het nodig is een giftige paddenstoel te identificeren, kan de arts van het Antigifcentrum een beroep doen op een netwerk van vrijwillige mycologen. Het Antigifcentrum beperkt zich tevens niet tot vergiftigingen bij mensen, ook bij vergiftigingen bij dieren biedt het advies. Belangrijk om op te merken is dat het bellen van het Antigifcentrum geen vervanging is voor het alarmeren van de hulpdiensten bij levensbedreigende vergiftigingen. Bij levensbedreigende situaties dient men altijd eerst de hulpdiensten te verwittigen via het noodnummer 112.

### Beheren van toxicologische documentatie
Om bij vergiftigingen correct advies te kunnen verstrekken, beheert het Antigifcentrum een uitgebreide databank over giftige stoffen. Enerzijds zijn bedrijven die gevaarlijke producten, pesticiden en biociden op de Belgische markt brengen wettelijk verplicht de samenstelling en toxicologische gegevens ervan mee te delen aan het Antigifcentrum, zodat het deze databank voortdurend actueel kan houden. Hoewel niet verplicht, moedigt het Antigifcentrum bedrijven ook aan van vrijwillig de samenstelling door te geven van producten die niet als gevaarlijk geklasseerd zijn, maar wel bij ongevallen kunnen betrokken raken. Het Antigifcentrum is anderzijds verplicht de doorgegeven gegevens vertrouwelijk te houden; het mag deze enkel vrijgeven bij dringende oproepen. Zo worden ook de bedrijfsgeheimen en vertrouwelijke recepten van chemische en farmaceutische bedrijven beschermd. Wanneer bij een dringende oproep blijkt dat het Antigifcentrum niet beschikt over informatie over het betrokken product of wanneer de informatie verouderd is, kan de arts van het Antigifcentrum het verantwoordelijke bedrijf hiervoor contacteren. Daarnaast beheert het Antigifcentrum ook een databank van relevante wetenschappelijke literatuur binnen de toxicologie ten behoeve van zijn adviesopdracht.

### Beschikbaarheid van antidota
Ten derde werkt het Antigifcentrum samen met de ziekenhuizen om de toegang tot antidota te verzekeren. De behandeling bij vergiftigingen bestaat meestal uit het in stand houden van de vitale levensfuncties en het bestrijden van de vergiftigingssymptomen, maar bij sommige vergiftigingen kan het toedienen van een specifiek antidotum of geneesmiddel aangewezen zijn. Sommige frequent gebruikte antidota zoals atropine of N-acetylcysteïne zijn overal beschikbaar. Andere antidota worden slechts weinig gebruikt en zijn daarom soms (om commerciële redenen) niet geregistreerd in België; ze moeten dan uit het buitenland worden ingevoerd. Dit betreft bijvoorbeeld chelatoren van zware metalen of cholinesterase reactivatoren. Nog andere antidota zijn heel duur (zoals antisera bij slangenbeten), hebben een beperkte houdbaarheid of zijn slechts beschikbaar in enkele ziekenhuizen. Om de beschikbaarheid van deze antidota bij spoedgevallen te verzekeren, houdt het Antigifcentrum een beperkte voorraad ervan ter beschikking voor ziekenhuisartsen ten behoeve van gehospitaliseerde patiënten en organiseert het indien nodig het (dringend) vervoer ervan. Het Antigifcentrum levert voldoende ervan om de behandeling te starten, zodat de ziekenhuisapotheker de tijd heeft om het product voor de verdere duur van de behandeling te bestellen bij de leverancier. Ook coördineert het Antigifcentrum een netwerk van 22 ziekenhuisapotheken verspreid over het land die antidota ter beschikking stellen voor gehospitaliseerde patiënten. Zo kan het Antigifcentrum een aanvragende arts of apotheker ook verwijzen naar het dichtstbijzijnde ziekenhuis dat over een bepaald product beschikt. Deze ziekenhuisapotheken houden het Antigifcentrum regelmatig op de hoogte van hun voorraad.

### Toxicovigilantie
Ten slotte heeft het Antigifcentrum ook een opdracht van toxicovigilantie. Die bestaat uit het opsporen van situaties waarbij er een nieuw of onaanvaardbaar hoog risico op vergiftiging bestaat, gekoppeld aan het voorstellen van maatregelen om deze risico's te beperken. Die situaties kan het opsporen aan de hand van gegevens uit de dringende oproepen die het ontvangt. Zo heeft het bijvoorbeeld sinds 2001 voor wat betreft geneesmiddelen een overeenkomst met de Federale Overheidsdienst Volksgezondheid, Veiligheid van de Voedselketen en Leefmilieu om alle gegevens die het krijgt over bijwerkingen van menselijke geneesmiddelen maandelijks door te geven aan het Federaal Agentschap voor Geneesmiddelen en Gezondheidsproducten (FAGG), dat belast is met de farmacovigilantie. Sinds 2010 doet het Antigifcentrum dat ook voor veterinaire geneesmiddelen. Voor wat betreft gevaarlijke mengsels heeft het een overeenkomst met de Dienst Risicobeheersing van de Federale Overheidsdienst Volksgezondheid, Veiligheid van de Voedselketen en Leefmilieu om informatie door te geven, waarbij het een bijzondere aandacht schenkt aan bijtende producten, wascapsules, vloeistoffen voor elektronische sigaretten, essentiële oliën en producten op basis van hypochloriet (bleekmiddelen). Op deze manier fungeert het Antigifcentrum als een soort 'voelspriet' voor het detecteren van chemische en farmaceutische risico's.
Een ander belangrijk voorbeeld van deze opdracht is koolstofmonoxidevergiftiging (CO-vergiftiging), waarover het Antigifcentrum sinds 1995 een jaarlijks epidemiologisch overzicht maakt van alle hospitalisatie- en sterftegevallen op basis van een federaal register in samenwerking met de Federale Overheidsdienst Volksgezondheid, Veiligheid van de Voedselketen en Leefmilieu. Naast het verzamelen van gegevens gaat het Antigifcentrum ook in dialoog hierover met beleidsmakers en producenten. Koolstofmonoxidevergiftiging is de belangrijkste vorm van dodelijke vergiftigingen in België. In 2015 waren er 404 dergelijke incidenten met in totaal 1007 slachtoffers, waarvan er 17 overleden.

## Cijfers
- Het Antigifcentrum ontving 57.400 oproepen in 2017, wat neerkwam op gemiddeld 157 oproepen per dag. Het aantal oproepen per dag varieerde van 102 tot 214, en gemiddeld werden de meeste oproepen ontvangen in de vroege avond (rond 19:00 uur). 87% van de oproepen waren (dringende) "klassieke oproepen", waarbij er een daadwerkelijke blootstelling was aan een product. De overige oproepen waren niet-dringende vragen om informatie. Het merendeel van de klassieke oproepen (75%) kwam van het grote publiek, tegenover slechts 20% van mensen met een gezondheidsberoep.[2]

- Omdat er bij een oproep meerdere slachtoffers kunnen zijn, ligt het aantal slachtoffers dan ook hoger dan het aantal oproepen. Bij alle klassieke oproepen uit 2017 waren in totaal 46.258 menselijke en 4.302 dierlijke slachtoffers betrokken. Bij de menselijke slachtoffers bestond 50% uit volwassenen en de andere 50% uit kinderen, waarbij de groep van 1- tot 4-jarigen met 61% de grootste was binnen de groep kinderen. De voornaamste blootstellingsweg was inslikken (51% van de gevallen bij volwassenen, 85% van de gevallen bij kinderen). Bij kinderen kan dit hogere aandeel verklaard worden door het verkenningsgedrag van jonge kinderen, waarbij veel zaken geproefd of in de mond worden gestoken. De overgrote meerderheid van de ongevallen vond plaats in de huis-tuin-en-keukensfeer (91%).[2]

- De meest frequent betrokken producten bij vergiftigingen (zowel kinderen als volwassenen) waren geneesmiddelen (46% van de gevallen) en huishoudmiddelen (25% van de gevallen), gevolgd door cosmetica, bestrijdingsmiddelen en planten en paddenstoelen. De meest betrokken types geneesmiddelen waren geneesmiddelen voor het centraal zenuwstelsel (waaronder sedativa/hypnotica, anxiolytica, antidepressiva en neuroleptica) en pijnstillers.[2]

- In 2017 ontving het Antigifcentrum 9.101 samenstellingen van gevaarlijke mengsels van betrokken bedrijven. Ook werd 547 keer dringend een samenstelling opgevraagd bij een bedrijf van een product waarvan het Antigifcentrum ofwel geen ofwel enkel verouderde gegevens had.[2]

## Kosteneffectiviteit
Volgens een Amerikaanse studie hebben vergiftigingencentra een verminderende invloed op het gebruik van medische diensten, de hospitalisatieduur en het verlies aan verloren werkdagen ten gevolge van vergiftigingen.
Specifiek wat betreft de hospitalisatieduur onderzocht het Antigifcentrum in 2010 welke impact het hierop had en welke kostenbesparing dit opleverde. Het gemiddelde aantal ziekenhuisligdagen ten gevolge van vergiftigingen bedroeg 5,3 à 6 ligdagen, voor een kostprijs van ongeveer 37 miljoen euro. Vanuit de vakliteratuur ging het Antigifcentrum ervan uit dat zijn tussenkomsten minstens een dag hospitalisatie deden vermijden, wat een besparing betekende van 7,1 miljoen euro. Tegenover de 1,9 miljoen euro subsidie die het in 2010 kreeg van de Federale Overheidsdienst Volksgezondheid, Veiligheid van de Voedselketen en Leefmilieu via de Nationale Loterij besloot het Antigifcentrum hieruit dat zijn terugverdieneffect duidelijk was aangetoond.
In 2016 onderzocht de huidige (anno 2018) administratief directeur van het Antigifcentrum in haar masterthesis de financiële gevolgen indien er geen Antigifcentrum zou zijn in België. In een dergelijk geval zouden mensen massaal naar een arts of spoedgevallendienst gaan bij een vergiftiging. In haar thesis berekende ze dat in een dergelijk geval de uitgaven voor de gezondheidszorg een stuk hoger zouden liggen. Zo levert elke euro die naar het Antigifcentrum gaat een besparing op in de kosten van de gezondheidszorg die varieert tussen 1,6 en 4,4 euro. Voor deze thesis ontving ze de Prijs Professor Rubens voor de beste Masterproef 2015-2016.

## Wet- en regelgeving
Het Antigifcentrum is ter uitvoering van de wet van 13 juni 2005 betreffende de elektronische communicatie aangemerkt als nooddienst. Dat betekent dat het noodnummer van het Antigifcentrum gratis is en de telecomoperatoren de telecommunicatiekosten ervan op zich moeten nemen.
De verplichting om gevaarlijke mengsels aan te geven aan het Antigifcentrum was wettelijk vastgelegd in het koninklijk besluit van 11 januari 1993. Dit besluit werd echter opgeheven op 1 juni 2015 door de inwerkingtreding van de Europese verordening nr. 1272/2008 (CLP-verordening) en de Europese verordening nr. 1907/2006 (REACH-verordening). Het koninklijk besluit van 21 april 2016 geeft uitvoering aan de CLP-verordening en de REACH-verordening. Artikel 45 van de CLP-verordening bepaalt dat alle Europese lidstaten een vergiftigingencentrum moeten aanduiden dat toxicologische informatie over gevaarlijke mengsels ontvangt van bedrijven en ter beschikking stelt bij spoedgevallen. In het koninklijk besluit van 21 april 2016 wordt hiertoe het Antigifcentrum aangewezen. Aanvullend werd de verplichting om de samenstelling van biociden mee te delen aan het Antigifcentrum ook vastgelegd in het koninklijk besluit van 22 mei 2003, later gedeeltelijk vervangen door het koninklijk besluit van 8 mei 2014 ter uitvoering van de Europese verordening nr. 528/2012 (biocidenverordening). Het koninklijk besluit van 17 juni 2018 hief dat van 22 mei 2003 tevens volledig op. Pesticiden moeten volgens de wet- en regelgeving een toelating krijgen van de Federale Overheidsdienst Volksgezondheid, Veiligheid van de Voedselketen en Leefmilieu, die de nodige toxicologische gegevens ervan doorgeeft aan het Antigifcentrum. Voor wat betreft cosmetica is de aangifte gecentraliseerd op Europees niveau volgens de Europese verordening nr. 1223/2009. Alle samenstellingen van cosmetica worden opgenomen in de Europese CPNP-databank die door de Europese Commissie beheerd wordt en voor alle Europese vergiftigingencentra toegankelijk is.

## Groothertogdom Luxemburg
Het Groothertogdom Luxemburg heeft in juni 2015 een overeenkomst gesloten met België, waardoor het Antigifcentrum voortaan ook als vergiftigingencentrum voor Luxemburg fungeert, zodat het land ook voldoet aan de vereisten van de Europese CLP-verordening. Zelf is Luxemburg te klein om een eigen vergiftigingencentrum 24/24 uur operationeel te houden. Gezondheidswerkers en het brede publiek uit Luxemburg kunnen voor dringende oproepen het Antigifcentrum bereiken op het gratis noodnummer 8002 5500. Net als in België moeten bedrijven die gevaarlijke producten, pesticiden en biociden op de Luxemburgse markt brengen hun samenstelling doorgeven aan het Antigifcentrum. Ook houdt het een lijst bij van de antidota die in Luxemburgse ziekenhuizen voorhanden zijn. Voor deze dienstverlening betaalt Luxemburg jaarlijks een bijdrage van ongeveer 200.000 euro aan het Antigifcentrum. Het Antigifcentrum zou jaarlijks ongeveer 2.500 oproepen uit Luxemburg krijgen.